# Palágyi Menyhért
Palágyi Menyhért, születési és 1895-ig használt nevén Silberstein Menachem (Paks, 1859. december 26. – Darmstadt, 1924. július 14.) zsidó származású magyar bölcseleti doktor, gimnáziumi tanár, filozófus, fizikus, a Petőfi Társaság tagja, Palágyi Lajos költő bátyja.

## Élete
Elemi oktatásban apja részesítette, ő tanította a latin és francia nyelvre is. A reáliskolát Temesvárt és Kassán végezte, s ekkor apja segédtanítója lett. A következő évben a kassai reáliskola VI. osztályába járt és ott az érettségi vizsgát letette. Ekkor a fővárosba ment és 1877-ben a Műegyetemre iratkozott be (családi nevén, Silberstein M. Salamonként); 1881-ben középiskolai tanári vizsgát tett a mennyiségtan- és természettanból. Az egyetemi évek alatt két matematikai értekezést írt, az egyiket (Vonalgeometria tanulmányok) 1880-ban a Magyar Tudományos Akadémia adta ki. Ezután a bölcselettel foglalkozott, majd esztétika-kritikai cikkeket írt, amelyek a Petőfi Társaság Koszorújában, a Pesti Naplóban és más lapokban jelentek meg. A Petőfi Társaság 1887-ben rendes tagjává választotta, s a társaságban több felolvasást tartott. 1886-tól mint tanár működött a magyar fővárosban, 1889-től a IX. kerületi felső kereskedelmi iskola helyettes tanára volt. A Medve utcai általános iskolában is tanított.1903–1906 között, majd 1914-1918 között matematikát tanított a Budapesti III. Kerületi Magyar Királyi Állami Főgimnáziumban. Cikkei az Ország-Világban (1884. könyvismertetés, 1891. költemény, 1893. Modern aesthetika); a Műegyetemi Lapokban (Végtelen szorzatokról); a Koszorúban (1885. Gyulai Pál, Vajda János, Dalmady Győző, Endrődi Sándor, a magyar regényről, Az irodalmi helyzet, Az akadémia és az önálló magyar tudományosság, 1886. A szép és fenség fogalma Kantnál, Fichte széptana, Rákosi Jenő a tragikumról); az Irodalmi Szemlének belső munkatársa volt, a Hölgyek Lapjában (1886. Petőfi és Arany egymás közt való viszonya); az Egyetértésben (1886. 1. sz. Zóláról és a naturalismusról, 149. sz. Vajda Jánosról, Ujabb lyrai költészetünk); a Pesti Naplóban (1888. 83. könyvism., 92. sz. Egy irodalmi agitator: Kazinczy Ferencz, 273., 274. sz. Petőfiről, 1889. 71. sz. könyvism., 1890. 158. sz. A szép psychologiája, 1891. 72. Uj nemzedék a magyar irodalomban, 205. Német kultura a magyar irodalomban, 1897. 266. Madách Imre ifjusága, 318. Madách Imre jogászévei, 1899. 354. A Pesti Napló Bánk bán-ja); a Pesti Hirlapban (1890. 7., 8. sz. Emlékbeszéd Reviczky Gyula fölött); a M. Szemlében (1892. A mai magyar irodalom, Irodalmi törekvések); az Athenaeumban (1892. Az ébrenlétről); a Jelenkorban (1896. A nyelvujító mozgalom, A költő joga, Lermontoff); a Vasárnapi Ujságban (1897. Madách rajza); a Polgáriskolai Közlönyben (1899. Petőfi Sándor); a M. Szóban (1901. A magyar irodalom megujhodása); Tolnai Lajos Irodalom és az Egyenlőség c. lapoknak is munkatársa volt.

## Munkái
1. Vonalgeometriai tanulmányok. Budapest, 1880
2. Az ész törvénye. A logika új alapvetése. Tudori értekezés. Budapest, 1896
3. Petőfi. Budapest, 1889 (Ism. a nagyváradi Szabadság 285. sz.)
4. A hellenismus és a philonismus cosmogoniája. Uo. 1899
5. Madách Imre élete és költészete. Képekkel. Uo. 1900 (Ismert. 1899: Egyetértés 10., Kolozsvári Lapok 45., P. Lloyd 54. r. sz., M. Nemzet 83., 292. sz., Budapesti Szemle CI., Irodalmi Tájékoztató 1. sz., P. Napló 340., Hazánk 261., Ország-Világ 45. sz., Erdélyi Muzeum 648. l., M. Kritika III. 4. sz., Művész-Világ II. 9. sz., Alkotmány 270. sz., A könyv 5. sz., Egyet. Philol. Közlöny, 1901)
6. Neue Theorie des Raumes und der Zeit. Lipcse, 1901 (magyar fordítása: A tér és az idő új elmélete. Ford.: Wieser Györgyi. Paks: Pákolitz István Városi Könyvtár, 2010)
7. Der Streit der Psychologisten und Formalisten in der modernen Logik. Uo. 1902
8. Kant und Bolzano. Halle a. s. 1902
9. Melchior Palágyi: Die Logik auf dem Scheidewege; Schwetschke, Berlin, 1903
10. Az ismerettan alapvetése, Budapest, 1904
11. Melchior Palágyi: Naturphilosophische Vorlesungen über die Grundprobleme des Bewusstseins und des Lebens; Günther, Charlottenburg, 1907
12. Marx és tanítása; Taizs Ny., Pécs, 1908
13. Petőfi; Kunossy-Szilágyi, Budapest, 1909 (Petőfi-könyvtár)
14. Palágyi Menyhért: Székely Bertalan és a festészet aesthetikája; Eggenberger, Budapest, 1910 (Nemzeti festészetünk)
15. Melchior Palágyi: Die Relativitätstheorie in der modernen Physik; Reimer, Berlin, 1914
16. Melchior Palágyi: La crise de l'idée européenne; Impr. Vaney-Burnier, Lausanne, 1916
17. Melchior Palagyi: Naturphilosophische Vorlesungen über die Grundprobleme des Bewusstseins und des Lebens; Barth, Lipcse, 1924
18. Wahrnehmungslehre / Palágyi Melchior ; Einführung Ludwig Klages. Megjelenés; Barth, Lipcse, 1925
19. Melchior Palagy: Zur Weltmechanik Beitráge zur Methaphysik der Physik; Barth, Lipcse, 1925 (Ausgewählte Werke)

Szerkesztette 1882. az Irodalmi Lapokat, amelyből azonban csak négy szám jelent meg; az Uj Nemzedék c. szépirodalmi lapot 1887-ben, ebből is csak tíz szám jelent meg; 1896 elején a Jelenkor c. kritikai heti szemlét indította meg, amely 1897-ben szintén megszűnt.
- Madách Imre neje; Madách Irodalmi Társaság, Csesztve–Bp., 2003
- A tér és az idő új elmélete. Egy metageometria alapfogalmai; ford. Wieser Györgyi; Pákolitz István Városi Könyvtár, Paks, 2010

## Emlékezete
Halála centenáriuma alkalmából, 2024. október 24-én szülővárosában, Pakson emlékkonferenciát tartottak, és emléktáblát avattak.